# Foro romano de Caesaraugusta
El foro romano de Caesaraugusta fue un complejo de la época romana construido en la Colonia Caesar Augusta, en la provincia Hispania Citerior Tarraconensis perteneciente al Imperio romano, actualmente denominada Zaragoza, siendo capital de la comunidad autónoma de Aragón (España). 

## Ubicación
El foro estaba situado en las cercanías del puerto fluvial, aunque lo habitual era situarlo en las vías principales de las ciudades, principalmente por su papel dinamizador de la economía constituyendo el punto neurálgico de la vida social, religiosa, civil, política y económica de Caesaraugusta.

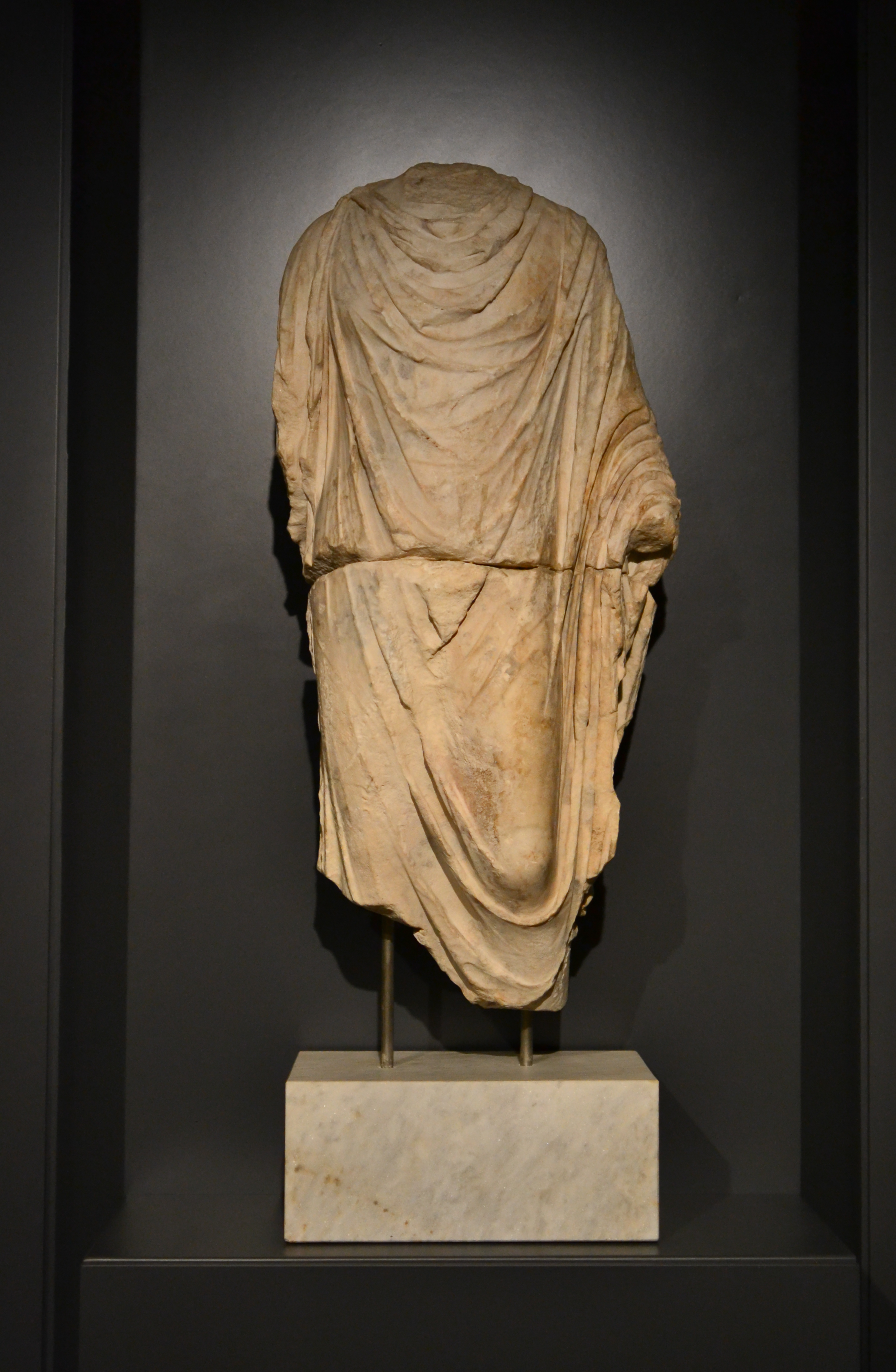
Torso de joven sacerdote togado del. Museo del Foro de Caesaraugusta.

## Historia y funcionalidad
Empezó a construirse en el siglo I d. C., bajo el mandato del emperador Augusto y se fue ampliando bajo el mandato de Tiberio.
Los foros romanos se distribuían a partir de un gran espacio abierto, pavimentados con grandes losas y rodeados de uno o varios pórticos circundantes, en torno a los cuales se ubicaban los edificios más importantes: 
- la Curia, edificio de carácter político
- la Basílica, con su carácter jurídico y administrativo.
- el Templo, función religiosa.

Junto a estos edificios estaban las tabernae, locales dedicados a usos comerciales, y otros edificios relacionados con la administración.

## Conservación y exhibición
Se conservan de la época fundacional (siglo I a. C.) del emperador Augusto un mercado, una cloaca y tuberías de agua potable y de la época de su sucesor Tiberio se conservan restos del espléndido foro urbano, una cloaca, canales y algunas cimentaciones. 
El museo del foro está ubicado bajo el subsuelo de la Plaza de la Seo y el acceso se realiza a través de un prisma de placas de ónice iraní, y ofrece al visitante una muestra de la vida cotidiana de la ciudad durante el siglo I d. C., poco después de su fundación.